# Henrik II., kralj Navare
Henrik II. (18. travnja 1503. – 25. svibnja 1555.) bio je kralj (Donje ) Navare i grof Foixa od 1517. godine do svoje smrti.

## Djetinjstvo
Henrik od Alberta je bio sin navarske kraljice Katarine i njenog iure uxoris savladara, kralja Ivana III. Rođen je dan nakon smrti svog jednog starijeg brata, Andrije Feba, te je od rođenja bio navarski prijestolonasljednik. po mjestu rođenja Sangüesi/Zangozi dobio je nadimak Sangüesino. Godine 1512. njegovi roditelji su izgubili značajan dio kraljevstva, Gornju Navaru, koju je osvojio aragonski kralj Ferdinand II., polubrat Henrikove prabake, navarske kraljice Eleonore.

## Vladavina
Po majčinoj smrti 1517. godine četrnaestogodišnji Henrik je postao kralj Donje Navare. Njegov saveznik bio je francuski kralj Franjo I. Godine 1521. Franjo je izvršio invaziju na Gornju Navaru, ali je njegove trupe izbacio Karlo V., car Svetog Rimskog Carstva, koji je naslijedio djeda Ferdinanda kao kralj Gornje Navare. U Bici kod Pavije završio je kao ratni zatvorenik, zajedno s Franjom. Četiri godine kasnije iz zatvora je ih oslobodila Franjina sestra, Margareta Angulemska, koju je Henrik oženio dvije godine nakon oslobođenja.

## Brak i potomstvo
S pjesnikinjom Margaretom Angulemskom, slavnom po sponzoriranju reformacije i književnika, koju je oženio 1527. godine, imao je dvoje djece:
- Ivanu III. (1528. – 1572.), kraljicu Navare
- Ivana (7.srpnja 1530. – 25. prosinca 1530.)

Kako u trenutku smrti nije imao sina, naslijedili su ga njegova kći i jedino dijete, kraljica Ivana III., te zet Antun.